# 出走的乔
〈出走的乔〉（英語："Walkaway Joe"）是由文斯·梅拉梅德和格雷格·巴恩希尔创作的一首歌曲，由美国乡村音乐歌手特丽莎·耶尔伍德录制，老鹰乐队的唐·亨利担任伴唱。这首歌于1992年11月发行，是她专辑《盔甲之心》中的第二首单曲。马修·麦康纳在歌曲MV中饰演男主角。这首歌在美国告示牌乡村音乐排行榜上名列第二，特丽莎·耶尔伍德凭借此歌曲入围1994年葛萊美獎最佳乡村女歌手奖提名。